# Sollerön
60°54′43.481″N 14°36′2.98″Ø / 60.91207806°N 14.6008278°Ø
Sollerön er den største ø i Siljansøen i Mora kommun i Dalarnas län i Sverige. Den er 7,7 km lang og 4 km bred, og har et areal på 20,5 km². Øens højeste punkt er 204 moh., eller 43 meter over Siljans middelniveau. Sollerön er forbundet med fastlandet med to broer.
Sollerön har 1.215 indbyggere (2003). Den er hovedsagelig dækket af skov, men de centrale dele er bebygget eller opdyrket.
Den lokala dialekt, soldmål, adskiller sig en hel del fra rigssvensk. Sold er et ældre navn for øen. Træskilte med dialektnavnene er opsat langs vejene, parallelt med de officielle navne.
Midt på øen ligger det tidligere rådhus med bibliotek, skole, kirke, turistkontor, restaurant og vikingemuseum og holdeplads for buslinjen til Mora. På sydsiden af øen er der en golfbane, campingplads med hytte- og bådudlejning, restaurant , samt en badestrand. 